# Agathe de Rambaud

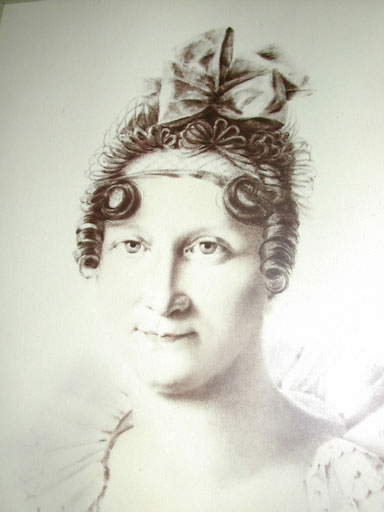
Agathe de Rambaud.

Agathe de Rambaud, född 10 december 1764 i Versailles, död 19 oktober 1853 i Aramon, var en fransk hovfunktionär och barnskötare. Hon var personlig barnskötare till Ludvig XVII av Frankrike mellan 1785 och 1792.
Hon föddes i Versailles som dotter till ämbetsmannen Louis Melchior Mottet och Jeanne Agathe Le Proux de La Rivière, och gifte sig 1785 med kapten André Rambaud. Hon blev 1785 utvald av drottningen att bli barnsköterska åt hennes nyfödda, yngre son; han blev tronföljare vid sin äldre brors död fyra år senare. Kungabarnen stod formellt under en officiell guvernant, men hade i praktiken personliga skötare som tog hand om dem, och Agathe de Rambaud blev prinsens personliga skötare. 
Agathe de Rambaud följde kungafamiljen till Tuilerierna i Paris efter den franska revolutionens utbrott 1789. Under stormningen av Tuilerierna 1792 flydde hon från hovet tillsammans med kungens betjänt Jean-Baptiste Cléry. Hon ansökte sedan utan framgång från att få återinträda i tjänst när den före detta kungafamiljen satt fängslad i Temple. Hon levde gömd under skräckväldet i fruktan för att hennes tidigare anställning skulle försätta henne i fara. Hennes son tjänade under både Napoleon I och Ludvig XVII. Hon mottog en knapp pension från kungahuset efter den bourbonska restaurationen 1815, som hon fick behålla efter julirevolutionen 1830. 